# ان‌جی‌سی ۷۶۷۳
ان‌جی‌سی ۷۶۷۳ (انگلیسی: NGC 7673) نام یک کهکشان در صورت فلکی اسب بالدار است.